# Сквер Политехников
Сквер Политехников — небольшой студенческий сквер во Владивостоке. Расположен между улицами Пушкинской и Светланской, рядом с главным корпусом бывшего ДВГТУ.

## Описание
Сквер получил своё название весной 2010 года. Оно было предложено коллективом университета ДВГТУ, который взял на себя все работы по восстановлению, а также уборке территории сквера. Официальное название было присвоено краевой комиссией по городской топонимике. В сквере находится мемориальная зона,   включающая памятник погибшим политехникам, памятный знак «Письмо комсомольцам 2018 года», мемориальную композицию известным выпускникам и преподавателям университета, часовню-храм и звонницу. Своё развитие мемориальная зона получила в 2000 году, когда было принято решение о строительстве возле памятника политехникам ещё трёх объектов: часовни святой мученицы Татианы, звонницы и мемориальной композиции.

### Памятник "Политехникам, героически павшим в боях за Родину"
Памятник-обелиск посвящён студентам и преподавателям Дальневосточного политехнического института, погибшим в годы Великой Отечественной войны. Обелиск был выполнен по проекту  архитектора В. Г. Скоробогатова и установлен 8 мая 1975 года. Он является напоминанием, что среди воинов, сражавшихся за Родину, были выпускники военной кафедры Дальневосточного политехнического института. В военные годы институт не прекращал свою деятельность и продолжал готовить специалистов, в которых тогда нуждалась страна. Из стен института на фронт ушли свыше 500 студентов и преподавателей. Многие из них не вернулись. Их имена высечены на мемориальных досках.

### Мемориальная композиция
На верхней площадке за обелиском выстроена мемориальная композиция из двух наклонных пилонов, посвящённая известным выпускникам и сотрудникам учебного заведения — Восточного института, ГДУ, затем ДВПИ и ДВГТУ.

### Часовня-церковь Татианы Мученицы
Со времени основания Восточного института в нём находилась домо́вая церковь (ныне в этом помещении — музей истории ДВГТУ). 27 декабря 1927 года домовая институтская церковь была закрыта.
Проектированием нового домового храма при ДВГТУ занимался декан факультета архитектуры профессор В. К. Моор с архитекторами А. Г. Гавриловым и А. Н. Тухбатулиным. Проект одобрил бывший епископ Приморский и Владивостокский Вениамин. Освящение места под строительство и закладка первого камня состоялись 5 июня 2000 года. В том же году часовня была выстроена. В 2002 году из Псково-Печерского мужского монастыря в храм была привезена частица мощей святой мученицы Татианы, которую поместили в киот иконы. Согласно первоначальному проекту часовню спроектировали без алтарной части, в результате чего в ней проводились крещение, молебны и панихиды, но не совершалось причастие и венчание. После частых обращений преподавателей и студентов к настоятелю с просьбой повенчаться в часовне, было принято решение о постройке алтаря. Алтарь пристроили к восточной части и в 2004 часовня была освящена уже как церковь с проведением церковных обрядов причастия и венчания. 21 января 2005 года внутри храма был устроен малый одноярусный иконостас с центральными «царскими вратами» и престол. Восьмигранный в плане одноглавый храм с отдельно стоящей звонницей гармонично вписываются в окружающую застройку.